# Почино-Софіївка
Почи́но-Софі́ївка — село в Україні, у Магдалинівській селищній громаді Самарівського району Дніпропетровської області. Населення за переписом 2001 року становить 931 особа.

## Географія
Село Почино-Софіївка знаходиться на березі річки Кільчень (в основному на лівому березі), вище за течією на відстані 3,5 км розташоване село Січкарівка, нижче за течією на відстані 2,5 км розташоване село Поливанівка. Через село проходить автомобільна дорога Т 0413.

## Історія
За відомостями, наведеними Ф.Макаревським село Починне відоме ще з 1740 р. Починалося воно біля Крутого яру на лівому березі р. Кільчень. Вже у 1765 р. тут сиділи запорожці та сімейні козаки і займалися хліборобством і скотарством.
У 1775 р. після ліквідації Підпільненської Січі землі навколо р. Кільчень роздані російським дворянам. Згідно з планом Катеринославського повіту Азовської губернії 1782 р. землі навколо села Починного отримав у рангову дачу надвірний радник Іван Васильович Тібекін.
За даними, які навів Ф.Макаревський, у 1786 р. в селі Починному було 65 дворів, мешкало «селян 12, підданих 272, жіночої статі 9, підданих 219». У тому ж 1786 р. І. В. Тібекін почав в селі будівництво храму в ім'я Іоанна Богослова. Храм був освячений у 1788 р. павлоградським протоієреєм Олексієм Хандалеєвим.
У 1795 р. село купив титулярний радник Іван Милорадович, який перейменував село у Почино-Милорадівку. Пізніше село стали називати Почино-Софіївкою, на честь Софії Ілляшенко з роду Милорадовичів.
У 1859 р. в селі було всього 51 двір, мешкало 160 чоловік і 172 жінки. З 1868 р. с. Почино-Софіївка — центр волості Новомосковського повіту Катеринославської губернії, до якої входили села Поливанівка, Січкарівка, Іванівка, Андріївка та інші. У 1892 р. відкрито церковно-приходську школу.
У 1886 р. в Почино-Софіївці мешкало 322 особи. Тут було 53 дворів, волосне правління, православна церква, поштова станція, магазин. На відстані 5,5 км від села діяв цегляний завод.
1989 року за переписом тут проживало приблизно 900 осіб.
До 2019 року було центром Почино-Софіївської сільської ради.

## Населення

### Мова
Розподіл населення за рідною мовою за даними перепису 2001 року:
| Мова            | Кількість | Відсоток |
| --------------- | --------- | -------- |
| українська      | 869       | 93.34%   |
| російська       | 43        | 4.62%    |
| вірменська      | 14        | 1.50%    |
| румунська       | 2         | 0.21%    |
| білоруська      | 1         | 0.11%    |
| болгарська      | 1         | 0.11%    |
| інші/не вказали | 1         | 0.11%    |
| Усього          | 931       | 100%     |

## Економіка
- «Починне», кооператив.

## Об'єкти соціальної сфери
- Школа.
- Будинок культури.
- Іоанно-Богословський храм

## Уродженці
- Леонід Коровник (1930) — український перекладач і поет, діяч НТШ у Канаді.